# Lijst van nummer 1-hits in de Vlaamse Ultratop 50 in 2008
De volgende hits stonden in 2008 op nummer 1 in de Vlaamse Ultratop 50.
| Nummer | Datum        | Artiest                    | Titel                             |
| ------ | ------------ | -------------------------- | --------------------------------- |
| 154    | 5 januari    | Rihanna                    | Don't stop the music              |
|        | 12 januari   | Rihanna                    | Don't stop the music              |
|        | 19 januari   | Rihanna                    | Don't stop the music              |
|        | 26 januari   | Rihanna                    | Don't stop the music              |
|        | 2 februari   | Rihanna                    | Don't stop the music              |
| 155    | 9 februari   | Leona Lewis                | Bleeding love                     |
|        | 16 februari  | Leona Lewis                | Bleeding love                     |
|        | 23 februari  | Leona Lewis                | Bleeding love                     |
|        | 1 maart      | Leona Lewis                | Bleeding love                     |
|        | 8 maart      | Leona Lewis                | Bleeding love                     |
|        | 15 maart     | Leona Lewis                | Bleeding love                     |
|        | 22 maart     | Leona Lewis                | Bleeding love                     |
| 156    | 29 maart     | Ishtar                     | O julissi na jalini               |
|        | 5 april      | Ishtar                     | O julissi na jalini               |
| 157    | 12 april     | Christoff                  | Een ster                          |
| 158    | 19 april     | Laura Lynn & Frans Bauer   | Al duurt de nacht tot morgenvroeg |
| 159    | 26 april     | Madonna & Justin           | 4 Minutes                         |
|        | 3 mei        | Madonna & Justin           | 4 Minutes                         |
|        | 10 mei       | Madonna & Justin           | 4 Minutes                         |
|        | 17 mei       | Madonna & Justin           | 4 Minutes                         |
|        | 24 mei       | Madonna & Justin           | 4 Minutes                         |
|        | 31 mei       | Madonna & Justin           | 4 Minutes                         |
| 160    | 7 juni       | Estelle & Kanye West       | American boy                      |
|        | 14 juni      | Estelle & Kanye West       | American boy                      |
| 161    | 21 juni      | Laurent Wolf               | No stress                         |
| 162    | 28 juni      | Amy Macdonald              | This is the life                  |
|        | 5 juli       | Amy Macdonald              | This is the life                  |
|        | 12 juli      | Amy Macdonald              | This is the life                  |
|        | 19 juli      | Amy Macdonald              | This is the life                  |
|        | 26 juli      | Amy Macdonald              | This is the life                  |
|        | 2 augustus   | Amy Macdonald              | This is the life                  |
|        | 9 augustus   | Amy Macdonald              | This is the life                  |
|        | 16 augustus  | Amy Macdonald              | This is the life                  |
|        | 23 augustus  | Amy Macdonald              | This is the life                  |
|        | 30 augustus  | Amy Macdonald              | This is the life                  |
|        | 6 september  | Amy Macdonald              | This is the life                  |
| 163    | 13 september | Katy Perry                 | I kissed a girl                   |
|        | 20 september | Katy Perry                 | I kissed a girl                   |
|        | 27 september | Katy Perry                 | I kissed a girl                   |
|        | 4 oktober    | Katy Perry                 | I kissed a girl                   |
| 164    | 11 oktober   | Rihanna                    | Disturbia                         |
| 163    | 18 oktober   | Katy Perry                 | I kissed a girl                   |
| 165    | 25 oktober   | Milow                      | Ayo technology                    |
|        | 1 november   | Milow                      | Ayo technology                    |
| 166    | 8 november   | Guru Josh Project          | Infinity 2008                     |
|        | 15 november  | Guru Josh Project          | Infinity 2008                     |
|        | 22 november  | Guru Josh Project          | Infinity 2008                     |
|        | 29 november  | Guru Josh Project          | Infinity 2008                     |
|        | 6 december   | Guru Josh Project          | Infinity 2008                     |
|        | 13 december  | Guru Josh Project          | Infinity 2008                     |
| 167    | 20 december  | Britney Spears             | Womanizer                         |
| 168    | 27 december  | Tom Helsen & Geike Arnaert | Home                              |